# Unam sanctam
Unam sanctam, latin, benämns efter begynnelseorden (Unam sanctam ecclesiam "en, helig kyrka"), är den av påve Bonifatius VIII den 18 november 1302 från Lateranen utfärdade bulla, i vilken han, som då låg i strid med kung Filip IV av Frankrike, i starka uttryck hävdade det andligas superioritet över det världsliga samt påvens makt och myndighet över jordens furstar. Detta anspråk kulminerade i förklaringen, att människans lydnad under påven är ett nödvändigt villkor för hennes salighet ("Porro subesse Romano pontifici omni humanae creaturae declaramus dicimus et diffinimus omnino esse de necessitate salutis").
Bullan var sammanställd av satser från bland annat Thomas av Aquino och anses traditionellt ha vara författad av Bonifatius själv; en annan tänkbar upphovsman är Ægidius Romanus. Den är upptagen i Corpus iuris canonici.
Enligt bullan finns bara en helig kyrka, och denna kyrka har blott en kropp och ett huvud, nämligen Kristus och hans ställföreträdare Petrus, samt dennes efterföljare: påven. De båda svärden, det högre andliga som påven själv bär i sin hand, och det världsliga som han lagt i kungarnas, tillkommer båda påven allena: den världsliga makten är endast en delegation av den andliga och förblir underordnad och beroende av henne. Om kungarna avviker från den rätta vägen ska de alltså dömas av den andliga makten. Påven är visserligen blott en människa, men hans makt är själv inte av mänskligt utan av gudomligt ursprung; den som sätter sig emot hans makt gör därför motstånd emot Guds vilja, och ingen skapad varelse som inte i lydnad underordnar sig den romerske översteprästen kan uppnå den eviga saligheten.